# Sibylle Kemmler-Sack
Sibylle Kemmler-Sack (geboren am 18. November 1934 in Leipzig; gestorben am 10. Februar 1999) war eine deutsche Chemikerin. Sie war Professorin für Chemie an der Universität Tübingen.

## Leben
Kemmler-Sack promovierte 1962 über „Untersuchungen an ternären Uran (V)oxiden“. Sie habilitierte sich 1968 und der Titel ihrer Habilitationsschrift lautete „Über spektroskopische und magnetische Untersuchungen an Oxidfluoriden des fünfwertigen Urans“. Sie wurde 1968 Universitätsdozentin, 1973 außerordentliche Professorin, 1978 Universitätsprofessorin. Sie war eine der führenden Wissenschaftlerinnen der Welt.

## Forschungsthemen
Ein Schwerpunkt ihrer Arbeit war die Synthese und Charakterisierung von Perowskitphasen. Sie untersuchte systematisch deren Lumineszenz und Leitfähigkeit. In den 90er Jahren synthetisierte sie auch Bismut- und Bismut/Blei-Cuprat-Supraleiter und untersuchte, wie sich die Leitfähigkeit änderte, wenn Cu2+ allmählich durch andere Übergangsmetallionen ersetzt wird.